# Conicera longicilia
Conicera longicilia är en tvåvingeart som beskrevs av Liu 2000. Conicera longicilia ingår i släktet Conicera och familjen puckelflugor.
Artens utbredningsområde är Sichuan (Kina). Inga underarter finns listade i Catalogue of Life.